# Puchar Zdobywców Pucharów (1994/1995)
XXXV Puchar Europy Zdobywców Pucharów 1994/1995

(ang. European Cup Winners’ Cup)

## 1/32 finału
| Bangor F.C. – Tatran Preszów 0:1 i 0:4 1 11.08 1994 0:1 Nenadić 72 2 25.08 1994 0:1 Kočis 13, 0:2 Malta 42, 0:3 Kočis 48, 0:4 Höger 52 |
| Barry Town – Žalgiris Wilno 0:1 i 0:6 1 11.08 1994 0:1 Venčevicius 77 2 25.08 1994 0:1 Karvelis 18, 0:2 Baltušnikas 40, 0:3 Poderis 48, 0:4 Karvelis 50, 0:5 Maciulevicius 68, 0:6 Jankauskas 89 |
| FK Bodø/Glimt – Olimpija Ryga 6:0 i 0:0 1 11.08 1994 1:0 Berstad 5, 2:0 B. Johnsen 35, 3:0 Berg 53, 4:0 Björkan 70, 5:0 B. Johnsen 82, 6:0 Berg 89 (mecz w Oslo) 2 25.08 1994 |
| Fandok Bobrujsk – SK Tirana 4:1 i 0:3 1 11.08 1994 1:0 Jeriomko 1, 2:0 Jeriomko 5, 3:0 Chripach 65, 4:0 Sawostikow 72, 4:1 Preng 90 2 25.08 1994 0:1 Fortuzi 45, 0:2 Fortuzi 75, 0:3 Fortuzi 90 |
| Ferencvárosi TC – F91 Dudelange 6:1 i 6:1 1 11.08 1994 1:0 Neagoe 3, 2:0 Szekeres 17, 3:0 Paling 45, 4:0 Lipcsei 57, 5:0 Szekeres 76, 6:0 Albert 78, 6:1 Fanelli 81 2 25.08 1994 1:0 Lisztes 5, 2:0 Paling 18, 2:1 Morgante 21, 3:1 Lipcsei 38, 4:1 Christiansen 55, 5:1 Lipcsei 68, 6:1 Zawadszky 88                         |
| Floriana FC – Sligo Rovers 2:2 i 0:1 1 11.08 1994 0:1 Moran 12, 0:2 Reid 31, 1:2 Stefanovic 53, 2:2 Stefanovic 90 2 25.08 1994 0:1 Brennan 77 |
| ÍBK Keflavík – Maccabi Tel Awiw 1:2 i 1:4 1 11.08 1994 0:1 Klinger 36, 1:1 Tanasić 75, 1:2 Avi Ninni 83 2 25.08 1994 0:1 A. Brumer 13, 0:2 G. Brumer 16k, 0:3 Klinger 25, 1:3 Tanasić 36, 1:4 Kriks 68 |
| Norma Tallinn – Maribor Branik 1:4 i 0:10 1 11.08 1994 0:1 Galić 54, 0:2 Milevski 63, 0:3 Dżurovski 78, 1:3 Riczkow 83, 1:4 Ante Šimundža 90 2 25.08 1994 0:1 Dżurovski 5, 0:2 Dżurovski 8, 0:3 Gutali 20, 0:4 Bozgo 22, 0:5 Bozgo 24, 0:6 Ante Šimundža 40, 0:7 Bozgo 42, 0:8 Gutali 45, 0:9 Bozgo 82, 0:10 Ante Šimundža 86 |
| Pirin Błagojewgrad – FC Schaan 3:0 i 1:0 1 11.08 1994 1:0 Oraczew 18, 2:0 Janew 29, 3:0 Petrow 60k 2 24.08 1994 1:0 Jankow 2 |
| B71 Sandoy – Helsingin Jalkapalloklubi 0:5 i 0:2 1 11.08 1994 0:1 Janitalu 3, 0:2 Lius 20, 0:3 Lius 68, 0:4 Heinola 80, 0:5 Janitalu 86 2 24.08 1994 0:1 Kottila 1, 0:2 Suokonautio 80 |
| Tiligul Tyraspol – Omonia Nikozja 0:1 i 1:3 1 11.08 1994 0:1 Gogricziani 20 2 25.08 1994 0:1 Kandilos 5k, 0:2 Tutić 45, 1:2 Biełous 51, 1:3 Savvidis 89 |
| Viktoria Žižkov – IFK Norrköping 1:0 i 3:3 1 11.08 1994 1:0 Poborský 74 2 25.08 1994 0:1 Hansson 41, 1:1 Trval 52, 2:1 Kurdule 57, 2:2 Hansson 71, 3:2 Vrabec 89k, 3:3 Vaatovaara 90k |
| Wolny los: Beşiktaş JK, UC Sampdoria, Brøndby IF, Chelsea F.C., Croatia Zagrzeb, AJ Auxerre, CSKA Moskwa, Dundee United, Gloria Bystrzyca, Real Saragossa, Grasshopper Club Zürich, Czornomoreć Odessa, Austria Wiedeń, Arsenal F.C., Panathinaikos AO, FC Porto, ŁKS Łódź, Club Brugge, Feyenoord, Werder Brema              |

## 1/16 finału
| Beşiktaş JK – Helsingin Jalkapalloklubi 2:0 i 1:1 1 15.09 1994 1:0 Oktay 27, 2:0 Ertugrul 35k 2 29.09 1994 0:1 Rantanen 67, 1:1 Oktay 88                                                                                         |
| FK Bodø/Glimt – UC Sampdoria 3:2 i 0:2 1 15.09 1994 1:0 Staurvik 3, 2:0 Johanaen 33, 2:1 Bertarelli 47, 3:1 Johanaen 58, 3:2 Platt 67 (mecz w Oslo) 2 29.09 1994 0:1 Platt 14, 0:2 Lombardo 36                                   |
| Brøndby IF – SK Tirana 3:0 i 1:0 1 15.09 1994 1:0 Brian Jensen 19k, 2:0 Bo Hansen 56, 3:0 Bjur 66 2 29.09 1994 1:0 Strudal 31 |
| Chelsea F.C. – Viktoria Žižkov 4:2 i 0:0 1 15.09 1994 1:0 Furlong 3, 2:0 Sinclair 5, 2:1 Majoroš 36, 2:2 Majoroš 43, 3:2 Rocastle 53, 4:2 Wise 70 2 29.09 1994 (mecz w Jablońcu)                                                 |
| Croatia Zagrzeb – AJ Auxerre 3:1 i 0:3 1 15.09 1994 1:0 Jelicić 2, 1:1 Dioméde 21, 2:1 Soldo 40, 3:1 Pamić 65 2 29.09 1994 0:1 Dioméde 41, 0:2 Mähe 75, 0:3 Lamouchi 90                                                          |
| CSKA Moskwa – Ferencvárosi TC 2:1 i 1:2 (dog), karne 6:7 1 15.09 1994 1:0 Mamczur 50, 1:1 Christiansen 58, 2:1 Siergiejew 73 2 29.09 1994 1:0 Radimow 15, 1:1 Lipcsei 23, 1:2 Neagoe 45                                          |
| Dundee United – Tatran Preszów 3:2 i 1:3 1 15.09 1994 0:1 Skalka 10, 1:1 Petrie 16, 1:2 Zvara 41k, 2:2 Nixon 66, 3:2 Hannah 69 2 29.09 1994 1:0 Nixon 3, 1:1 Zvara 11, 1:2 Kočis 19, 1:3 Zvara 76                                |
| Gloria Bystrzyca – Real Saragossa 2:1 i 0:4 1 15.09 1994 0:1 Esnáider 45, 1:1 Raduta 49, 2:1 Lungu 51 2 29.09 1994 0:1 Pardeza 11, 0:2 Aguado 42, 0:3 Poyet 49, 0:4 Poyet 55 (mecz w Walencji)                                   |
| Grasshopper Club Zürich – Czornomoreć Odessa 3:0 i 0:1 1 15.09 1994 1:0 Bickel 41, 2:0 Koller 52, 3:0 Subiat 85 2 29.09 1994 0:1 Chussejnow 9                                                                                    |
| Maribor Branik – Austria Wiedeń 1:1 i 0:3 1 15.09 1994 0:1 Prosenik 23, 1:1 Bozgo 46k 2 29.09 1994 0:1 Flögel 21, 0:2 Kubica 53, 0:3 Kubica 56                                                                                   |
| Omonia Nikozja – Arsenal F.C. 1:3 i 0:3 1 15.09 1994 0:1 Merson 37, 0:2 Wright 50, 1:2 Malekkos 72, 1:3 Merson 80 2 29.09 1994 0:1 Wright 9, 0:2 Schwarz 31, 0:3 Wright 80                                                       |
| Pirin Błagojewgrad – Panathinaikos AO 0:2 i 1:6 1 15.09 1994 0:1 Nioplias 70, 0:2 Alexoudis 83 2 29.09 1994 0:1 Alexoudis 7, 0:2 Alexoudis 17, 0:3 Warzycha 30, 1:3 Oraczew 44, 1:4 Borelli 66, 1:5 Warzycha 87, 1:6 Warzycha 90 |
| FC Porto – ŁKS Łódź 2:0 i 1:0 1 15.09 1994 1:0 Domingos 72, 2:0 Rui Barros 77 2 29.09 1994 1:0 Drulović 45 |
| Sligo Rovers – Club Brugge 1:2 i 1:3 1 15.09 1994 0:1 Vermant 10, 1:1 Kenny 44, 1:2 Verheyen 64 2 29.09 1994 0:1 Staelens 3, 1:1 Rooney 8, 1:2 Staelens 47k, 1:3 Eykelkamp 57                                                    |
| Žalgiris Wilno – Feyenoord 1:1 i 1:2 1 15.09 1994 0:1 Larsson 9, 1:1 Tereskinas 87 2 29.09 1994 0:1 Larsson 55, 0:2 Heus 65k, 1:2 Venčevicius 88                                                                                 |
| Maccabi Tel Awiw – Werder Brema 0:0 i 0:2 1 13.09 1994 2 29.09 1994 0:1 Bode 55, 0:2 Basler 80 |

## 1/8 finału
| Beşiktaş JK – AJ Auxerre 2:2 i 0:2 1 20.10 1994 1:0 Mehmet 39, 2:0 Ertugrul 43, 2:1 Saib 53, 2:2 Martins 58 2 03.11 1994 0:1 Lamouchi 45, 0:2 Lamouchi 49                                              |
| Brøndby IF – Arsenal F.C. 1:2 i 2:2 1 20.10 1994 0:1 Wright 16, 0:2 Smith 18, 1:2 Strudal 53 2 03.11 1994 1:0 Bo Hansen 2, 1:1 Wright 25, 1:2 Selley 46, 2:2 Eggen 69                                  |
| Club Brugge – Panathinaikos AO 1:0 i 0:0 1 20.10 1994 1:0 Staelens 4k 2 03.11 1994 |
| Chelsea F.C. – Austria Wiedeń 0:0 i 1:1 1 20.10 1994 2 03.11 1994 1:0 Spencer 40, 1:1 Narbekovas 73 |
| Feyenoord – Werder Brema 1:0 i 4:3 1 20.10 1994 1:0 Larsson 63 2 03.11 1994 0:1 Biesczastnych 12, 1:1 Larsson 21, 2:1 Larsson 34, 3:1 Heus 56k, 3:2 Biesczastnych 60, 4:2 Larsson 66k, 4:3 Basler 90   |
| FC Porto – Ferencvárosi TC 6:0 i 0:2 1 20.10 1994 1:0 Costa 15, 2:0 Rui Barros 17, 3:0 Drulović 40, 4:0 Drulović 60, 5:0 Oliveira 85, 6:0 Pires Alves 87 2 03.11 1994 0:1 Zavadszky 27, 0:2 Neagoe 59  |
| UC Sampdoria – Grasshopper Club Zürich 3:0 i 2:3 1 20.10 1994 1:0 Melli 45, 2:0 Mihajlović 76, 3:0 Maspero 83 2 03.11 1994 0:1 Willems 12, 1:1 Melli 17, 2:1 Lombardo 40, 2:2 Bickel 51, 2:3 Koller 55 |
| Tatran Preszów – Real Saragossa 0:4 i 1:2 1 20.10 1994 0:1 Poyet 26, 0:2 Varga 44s, 0:3 Esnáider 49, 0:4 Esnáider 88 2 03.11 1994 0:1 Esnáider 5, 1:1 Kočis 38, 1:2 Celada 56 (mecz w Walencji)        |

## 1/4 finału
| Arsenal F.C. – AJ Auxerre 1:1 i 1:0 1 02.03 1995 1:0 Wright 59k, 1:1 Verlaat 62 2 16.03 1995 1:0 Wright 16    |
| Club Brugge – Chelsea F.C. 1:0 i 0:2 1 02.03 1995 1:0 Verheyen 82 2 16.03 1995 0:1 Stein 16, 0:2 Furlong 37   |
| Feyenoord – Real Saragossa 1:0 i 0:2 1 02.03 1995 1:0 Larsson 62 2 16.03 1995 0:1 Pardeza 68, 0:2 Esnáider 72 |
| UC Sampdoria – FC Porto 0:1 i 1:0 (dog), karne 4:3 1 02.03 1995 0:1 Juran 65 2 16.03 1995 1:0 Mancini 48      |

## 1/2 finału
| Arsenal F.C. – UC Sampdoria 3:2 i 2:3 (dog), karne 3:2 1 06.04 1995 1:0 Bould 34, 2:0 Bould 37, 2:1 Jugović 51, 3:1 Wright 69, 3:2 Jugović 78 2 20.04 1995 0:1 Mancini 14, 1:1 Wright 62, 1:2 Bellucci 84, 1:3 Bellucci 86, 2:3 Schwarz 89 |
| Real Saragossa – Chelsea F.C. 3:0 i 1:3 1 06.04 1995 1:0 Pardeza 8, 2:0 Esnáider 26, 3:0 Esnáider 56 2 20.04 1995 0:1 Furlong 30, 1:1 Aragón 54, 1:2 Sinclair 62, 1:3 Stein 86                                                             |

## Finał
| 10 maja 1995 Paryż Parc des Princes (42 000) Real Saragossa – Arsenal F.C. 2:1 (1:1, 0:0) Sędzia: Piero Ceccarini (Włochy) Bramki: 1:0 Juan Esnáider 68, 1:1 John Hartson 76, 2:1 Mohamed Ali Amar „Nayim” 120 Żółte kartki: Francisco Higuera, Alberto Belsué, Santiago Aragón, Mohamed Ali Amar „Nayim” / John Hartson, Paul Merson Real Zaragoza (trener Victor Fernandez): Andoni Cedrún – Alberto Belsué, Fernando Cáceres, Javier Aguado, Jesús Solana, Gustavo Poyet, Santiago Aragón, Miguel Pardeza (kapitan), Francisco Higuera (77 Jesús García Sanjuán, 111 Ángel Geli), Mohamed Ali Amar „Nayim”, Juan Esnáider Arsenal Football Club (trener Stewart Houston): David Seaman – Lee Dixon, Tony Adams (kapitan), Andrew Linighan, Nigel Winterburn (47 Stephen Morrow), Martin Keown (46 David Hillier), Ray Parlour, Stefan Schwarz, Paul Merson, Ian Wright, John Hartson |